# Non si uccidono così anche i cavalli? (romanzo)
Non si uccidono così anche i cavalli? (in originale They Shoot Horses, Don't They?) è un romanzo scritto da Horace McCoy e pubblicato per la prima volta nel 1935. La storia riguarda principalmente una maratona di danza durante la Grande depressione. È stato adattato nell'omonimo film di Sydney Pollack del 1969.

## Trama
La storia segue il narratore, Robert Syverten, un giovane ingenuo venuto a Hollywood col sogno di diventare regista.
La storia inizia con la condanna di Robert per omicidio. Confessa di aver "ucciso lei" e di non "avere una gamba a cui appigliarsi". Gli viene consigliato di implorare pietà dalla corte. La storia della sua relazione con la ragazza che ha ucciso, Gloria Beatty, viene successivamente interrotta dopo ogni pochi capitoli con brevi estratti della sentenza del giudice. Gli estratti delle parole del giudice sono scritti in caratteri sempre più grandi fino a quando l'ultima pagina del libro si conclude con le parole, scritte in caratteri piccoli: "E possa Dio avere misericordia della tua anima".
Robert incontra Gloria in una mattina in cui entrambi non sono riusciti a ottenere parti come comparse. Lei gli chiede di partecipare a una maratona di danza. Come Robert, sta lottando per trovare lavoro a Hollywood e crede che il concorso possa essere un modo per farsi notare dai produttori di studi o dalle star del cinema. Gloria e Robert partecipano al concorso, che si tiene in un grande molo di divertimento sulla spiaggia di Santa Monica.
I concorsi sono affari lunghi ed estenuanti, che si svolgono nell'arco di diverse settimane. I concorrenti ballano per un'ora e cinquanta minuti, poi ricevono una pausa di dieci minuti. Centoquarantaquattro coppie iniziano il concorso. Robert e Gloria, come la maggior parte dei concorrenti, sono giovani, disoccupati e attratti tanto dal cibo gratuito quanto dal premio in denaro di $ 1.000.
Fin dall'inizio, Gloria dice a Robert che vorrebbe essere morta, un punto che ripete nella maggior parte delle loro conversazioni. I suoi genitori sono morti e per questo scappò a Dallas da una fattoria nel Texas occidentale dove suo zio la molestava. Qui ha cercato prima di suicidarsi per poi scappare a Hollywood con il sogno di recitare nei film, ricevendo però solo rifiuti. Robert la considera semplice e dubito che troverà mai lavoro come attrice. E lei gli confida spesso che non ha il coraggio di uccidersi.
I promotori del concorso provano vari schemi per aumentare la partecipazione, ad esempio pubblicizzando l'arresto di un concorrente per omicidio. Ogni sera, mettono in scena un derby eliminatorio, in cui le coppie camminano velocemente intorno a una pista e chi finisce all'ultimo posto viene squalificato. Viene anche inscenato un matrimonio tra due concorrenti, che poi perdono un derby e dovrebbero essere eliminati, se non fosse per i promotori che squalificano un'altra coppia.
Man mano che la danza continua, di due, tre settimana, le folle diventano più grandi. I giornali soggiungono il concorso. Alcune coppie ricevono sponsorizzazioni da aziende locali, di solito sotto forma di vestiti. Le personalità di Hollywood arrivano a guardare e vengono annunciate dai promotori. Gloria spinge Robert a parlare con un famoso regista, Frank Borzage. Una donna di nome Mrs. Layden partecipa regolarmente al concorso e dice a Robert che lui e Gloria sono la sua coppia preferita, riuscendo poi a far ottenere a loro una sponsorizzazione.
Mentre il concorso continua, le coppie si rompono fisicamente e abbandonano. Robert è consumato dalla claustrofobia e dal desiderio di uscire al sole. Gloria è stanca e ha difficoltà a camminare per il derby senza il suo aiuto.
Gloria maledice un altro concorrente maschio perché non permetterà alla sua compagna incinta di abortire. Robert scopre indirettamente che Gloria sta avendo una relazione sessuale segreta con uno dei promotori. Quando Robert le parla dei suoi sospetti, Gloria gli dice che non si sente degna di fare nient'altro. Due donne anziane della società morale locale minacciano i promotori di far smettere le danze, e a Gloria viene chiesto di testimoniare all'incontro. Lasciata nella stanza con la signora Higby e la signora Witcher, Gloria maledice le donne e le accusa di essere delle ipocrite viziate e interferenti.
Dopo 879 ore di ballo e con 20 coppie rimaste, il concorso viene chiuso nel momento in cui viene commesso un omicidio al bar della sala da ballo. Un proiettile vagante uccide la signora Layden. I promotori decidono di dare ai ballerini rimanenti $ 50 ciascuno per i loro sforzi. Robert e Gloria escono per la prima volta in cinque settimane e si siedono sul molo guardando l'oceano. Gloria prende una pistola dalla sua borsa e chiede a Robert di spararle e lui esegue la richiesta. Viene assalito dai ricordi di quando era giovane, di quando una volta suo nonno sparò all'amato cavallo di famiglia, che gli aveva rotto una gamba. La polizia chiede a Robert perché ha sparato a Gloria, e lui risponde: "Perché me lo ha chiesto". Il poliziotto persiste. Robert risponde: "Non si uccidono così anche i cavalli?"

## Accoglienza critica
Il romanzo di McCoy era più popolare all'estero che in America quando fu pubblicato al culmine della depressione. Il libro è stato letto nei circoli esistenzialisti della Francia. Sebbene il romanzo fosse stato distribuito da gruppi letterari clandestini durante la seconda guerra mondiale, la prima edizione francese del romanzo non apparve fino al 1946.
Lee J. Richmond sostiene: "Con l'eccezione di Miss Lonelyhearts e Il giorno della locusta di Nathanael West, il romanzo di McCoy è indiscutibilmente il miglior esempio di esistenzialismo assurdo nella narrativa americana". Nel 2011 Anita Sethi per The Guardian ha scritto: "La brutalità della storia è compensata dalla bellezza poetica e dalla precisione della narrativa di McCoy mentre si affina nei pensieri e nelle aspirazioni dei suoi personaggi estranei, le loro voci turbate che indugiano nella mente. Nel nostro mondo di fugace celebrità televisiva, questo romanzo crudo e urgente sembra più attuale che mai. Il romanzo è rimasto continuamente in stampa dal 1935.

## Adattamenti e influenza
Nel 1969 è uscito un adattamento dal titolo Non si uccidono così anche i cavalli?, con una sceneggiatura di Robert E. Thompson e James Poe e con la regia di Sydney Pollack. Il ruolo del protagonista Robert è interpretato da Michael Sarrazin, Gloria da Jane Fonda e Gig Young come l'emcee della maratona di danza di nome Rocky. È stato candidato a nove Premi Oscar, con Young premiato come Miglior attore non protagonista.
Nel 1983 il romanzo è stato adattato da Ray Herman per uno spettacolo teatrale che ha debuttato al Grant Street Theatre di Melbourne. L'opera ha avuto diversi revival nel Regno Unito negli anni 1990 e 2000 (Northern Stage, Newcastle upon Tyne nel 1995). Nel 2001 il romanzo è stato nuovamente adattato per il palcoscenico da Rick Sparks e Gary Carter. La sua prima produzione per Greenway Arts Alliance a Los Angeles ha vinto 17 premi teatrali. Nel 2016 l'Università di Harvard ha eseguito l'adattamento Sparks-Carter.
Lo stilista Alexander McQueen ha ricreato l'estenuante maratona di danza per la sua sfilata di prêt-à-porter per la sua collezione primavera 2004.
La band gallese Racing Cars ha avuto un successo nelle classifiche internazionali nel 1977 (raggiungendo la posizione numero 14 nel Regno Unito) con "They Shoot Horses, Don't They?", una canzone con testi ispirati al film.
Joe Jackson ha scritto il verso "Enjoy the dance, they don't shoot horses" nella sua canzone Cha Cha loco (dall'album del 1984 Body and Soul).
Il libro di Linda McQuaig del 1995 Shooting the Hippo, sulle presunte e reali cause del grande deficit di bilancio del governo all'epoca, si apre con un capitolo intitolato "They shoot hippos, don't they?". Questo era in riferimento a un influente pezzo dei media sul deficit del Canada che ha tentato di tracciare parallelismi tra la situazione canadese e la crisi di bilancio della Nuova Zelanda un decennio prima, durante la quale lo zoo nazionale neozelandese ha perso il suo sussidio governativo e ha sparato ai suoi ippopotami.

## Edizioni
- Horace McCoy, Non si uccidono così anche i cavalli?, traduzione di Luca Conti, Roma, SUR, febbraio 2019, ISBN 978-88-6998-157-9.